# Tasersuaq (Nuuk)

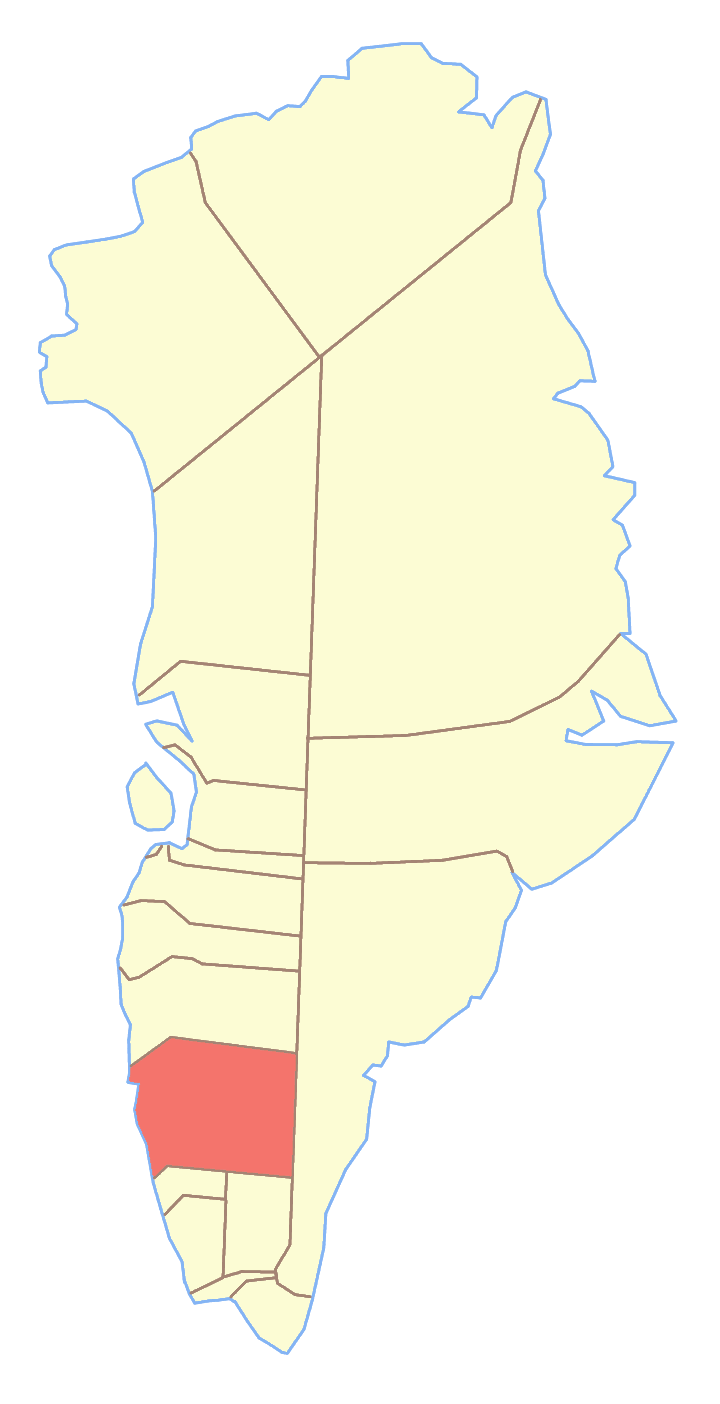
Ex comune di Nuuk, dove si trovava in parte il Tasersuaq

Il Tasersuaq è un lago della Groenlandia. Si trova a nord del Fiordo di Nuuk, a 65°05'N 50°51'O;  è situato tra il comune di Sermersooq a sud e quello di Queqqata a nord.